# Jassing (Gemeinde Kumberg)
Jassing ist eine Rotte in der Marktgemeinde Kumberg im Bezirk Graz-Umgebung in der Steiermark.

## Geografie
Jassing liegt in unmittelbarer Nähe von Radling und Freiingeregg, etwa 15 Kilometer nordöstlich von Graz.

## Geschichte
Laut Adressbuch von Österreich waren im Jahr 1938 in Jassing ein Gastwirt und einige Landwirte ansässig.